# Engelschalk I
Engelschalk I fue margrave (comes terminalis, conde fronterizo) de la Marca de Panonia a mediados del siglo IX, hasta su muerte en la campaña contra los moravos en el 871. Por entonces, la marcha orientalis abarcaba una franja de territorio a lo largo del Danubio desde el Traungau a los ríos Szombathely y Raba, que englobaba el valle de Viena. Era la zona militar fronteriza que protegía al imperio de la lindante Gran Moravia.
Engelschalk compartió el poder en la marca con su hermano Guillermo; los dos perecieron en la misma campaña. Los sustituyó en sus cargos Aribo, pero el hijo de Engelschalk, Engelschalk II, acaudilló a los herederos de los dos hermanos en una rebelión contra él que se conoció como la «guerra de los Guillermidas» —nombre con el que se conocía a los descendientes del padre de Engelschalk, Guillermo I—, que duró del 882 al 884.